# Salif Yerbanga
Salifou "Salif" Yerbanga (15 december 1989) is een Burkinees wielrenner.

## Carrière
In 2015 werd Yerbanga, samen met Mathias Sorgho en Abdoul Aziz Nikiéma, vierde in de ploegentijdrit tijdens de Afrikaanse Spelen. Later dat jaar won hij een etappe in de Ronde van Burkina Faso door Manuel Stocker te verslaan in een sprint-à-deux. In 2017 bleef enkel Sorgho hem voor in het nationale kampioenschap op de weg.

## Overwinningen
2015
4e etappe Ronde van Burkina Faso